# Xestoleberididae
Xestoleberididae – rodzina małżoraczków z rzędu Podocopida i podrzędu Cytherocopina.
Małżoraczki o silnie zwapniałych, wydętych, jajkowatych i brzusznie spłaszczonych karapaksach, pozbawionych wyraźnej rzeźby. W widoku bocznym tylna część karapaksu jest zwykle szerszej zaokrąglona niż przednia. Zamek typu merodontycznego. Odciski mięśni zwieraczy ustawione po cztery w poziomym rządku; frontalne w kształcie litery V, J lub W. Kanały porowe sitkowate i dobrze widoczne. Za plamką oczną położony odcisk mięśnia. Ilość podomerów w czułkach pierwszej pary nie przekracza sześciu. W przeciwieństwie do Paradoxostomatidae okolica gębowa niewydłużona stożkowato.
Należy tu 189 opisanych, współczesnych gatunków. Do rodziny tej zalicza się rodzaje:
- Castanoleberis Hu et Tao, 2008
- Foveoleberis Malz, 1980
- Hedlandella Mckenzie in Howe et Mckenzie, 1989
- Microxestoleberis Mueller, 1894
- Ornatoleberis Keij, 1975
- Paraxestoleberis Warne, Whatley et Blagden, 2006
- Platyleberis Bonaduce et Danielopol, 1988
- Prunicythere Hu et Tao, 2008
- † Pulaviella Szczechura, 1965
- Semixestoleberis Hartmann, 1962
- Tanchuanoleberis Hu et Tao, 2008
- † Uroleberis Triebel, 1958
- Xestoleberis Sars, 1866